# 伊佐湧水消防組合
伊佐湧水消防組合（いさゆうすいしょうぼうくみあい）は、鹿児島県伊佐市および姶良郡湧水町によって組織された一部事務組合（消防組合）である。管轄区域は前述の1市1町。

## 概要
- 消防本部：伊佐市大口目丸132番地の1
- 管内面積：536.69km2
- 職員定数：87名
- 消防署2カ所、分署2カ所
- 主力機械（2015年4月1日現在）
  - 普通消防ポンプ自動車：1
  - 水槽付消防ポンプ自動車：4
  - 小型動力ポンプ積載車：1
  - 救助工作車：2
  - 指令車：1
  - 広報車：1
  - 高規格救急自動車：3
  - 救急自動車：2
  - その他：5

【主力機械に関する参考文献：平成26年度版消防年報】

## 沿革
- 1974年4月　大口市・伊佐郡菱刈町・姶良郡栗野町・吉松町の1市3町により大口市外三町消防組合を設立。
- 1990年4月　姶良郡横川町が加入し組合の構成自治体が1市4町になるとともに、組合の名称を大口市外四町消防組合に改める。
- 2005年3月　栗野町と吉松町が合併し湧水町が発足したことに伴い、組合の構成自治体が1市3町となる。
- 2005年11月　横川町が国分市などと合併し霧島市が発足し組合から離脱したことに伴い、組合の構成自治体が1市2町となる。旧横川町域は霧島市消防局の管轄となる。
- 2008年11月　大口市と菱刈町が合併し伊佐市が発足し組合の構成自治体が1市1町になるとともに、組合の名称を伊佐湧水消防組合に改める。

## 組織
- 消防本部 - 総務課、予防課、警防課
- 消防署

## 消防署
| 消防署     | 住所                     | 分遣所                          |
| ---------- | ------------------------ | ------------------------------- |
| 大口消防署 | 伊佐市大口目丸132番地の1 | 菱刈：伊佐市菱刈前目2106番地    |
| 南消防署   | 姶良郡湧水町米永474番地  | 吉松：姶良郡湧水町川西1128番地1 |